# Kennedy Highway
Kennedy Highway es una localidad de Santa Lucía que forma parte del distrito de Laborie.